# جنيف عبده
جينف عبده هي باحثة ومؤلفة لعدة كتب عن الشرق الأوسط والعالم الإسلامي. هي زميلة زائرة في مؤسسة بروكينغز في الدوحة ومستشارة في البنك الدولي. كانت سابقًا زميلة أولى في المجلس الأطلسي، وزميلة غير مقيمة في مركز سابان لسياسة الشرق الأوسط في مؤسسة بروكينغز، وزميلة في برنامج الشرق الأوسط في مركز ستيمسون للأبحاث. في عام 2017، أصدرت عبده كتابها الأحدث «الطائفية الجديدة: الانتفاضات العربية وانبعاث الانقسام الشيعي السني».

## حياتها المهنية
عبده هي زميلة زائرة مؤسسة بروكينغز في الدوحة، حيث تتخصص في العلاقات بين الشيعة والسنة في العراق وإيران. يركز بحثها الحالي على التحالفات السياسية والدينية المتغيرة داخل المجتمعات الشيعية في الشرق الأوسط.
عملت عبده سابقًا في تحالف الحضارات التابع للأمم المتحدة، وهو مشروع أُنشِئ تحت إشراف الأمين العام السابق للأمم المتحدة  كوفي عنان لنزع فتيل التوتر بين المجتمعات الغربية والإسلامية. من 2001 إلى 2002، كانت عبده زميل في مركز نيمان في جامعة هارفارد وحصلت على جائزة جون سايمون غوغنهايم. من عام 1998 إلى عام 2001، كانت عبده مراسلة الصحيفة البريطانية الغارديان في إيران ومساهمة منتظمة في ذي إيكونوميست وInternational Herald Tribune. كانت أول صحفية أمريكية تقيم في إيران منذ الثورة الإيرانية عام 1979.

## مؤلفات
- No God But God: Egypt and the Triumph of Islam [لا إله إلا الله: مصر وانتصار الإسلام] (2000)
- Mecca and Main Street: Muslim Life in America After 9/11 [مكة وماين ستريت: حياة المسلمين في أمريكا بعد هجمات 11 سبتمبر (2006)
- The New Sectarianism دراسة [الطائفية الجديدة] (مركز سابان لسياسة الشرق الأوسط، 2013)
- وشاركت في تأليف كتاب Answering Only to God: Faith and Freedom in Twenty-First Century Iran [الرد على الله فقط: الإيمان والحرية في القرن الحادي والعشرين في إيران] (2003). لا إله إلا الله يوثق التحول الاجتماعي والسياسي لمصر إلى مجتمع إسلامي ويوضح بالتفصيل الشخصيات البارزة والأحداث المسؤولة عن إعطاء الإسلاميين المعتدلين في مصر قوة اجتماعية وسياسية هائلة. يهدف الرد على الله فقط إلى شرح الصراع الديني في إيران بين رجال الدين الشيعة وكيف أدى إلى الركود السياسي. تستكشف مكة وماين ستريت الهوية المتغيرة بين المسلمين الأمريكيين وهم يكافحون للحفاظ على وفائهم لعقيدتهم بينما يقررون إلى أي درجة سوف يندمجون في المجتمع الأمريكي. تتناول الورقة التحليلية "الطائفية الجديدة " العلاقات بين الشيعة والسنة بعد الانتفاضات العربية. [3] [4] [5]

ظهرت تعليقات عبدو ومقالاتها حول الإسلام في مجلة فورين أفيرز وفورين بوليسي ونيويورك تايمز وواشنطن بوست وواشنطن كوارترلي ونيو ريبابليك ونيوزويك وذا نيشن وكريستيان ساينس مونيتور وسي إن إن وميدل إيست ريبورت. عملت كمعلِّقة في CNN والإذاعة الوطنية العامة وبي بي سي وNewsHour مع Jim Lehrer وبرنامج أوبرا وينفري والجزيرة وبي بي إس وخدمات الراديو والتلفزيون الأخرى.

## روابط خارجية
- الصفحة الرئيسية جينيف عبده
- عرض بولا جوردون
- Abdo مرات الظهور على سي-سبان